# 天弘科技
天弘科技（Celestica）是一所从事電子專業製造服務（EMS）的加拿大跨國公司，总部位于多伦多。它在美洲、欧洲和亚洲的11个国家设立了20多个办事点。

## 历史

### 初期
天弘科技的多伦多总部最初是IBM的多伦多销售和支持办公室的所在地，它主要生产小型制造单位，为其大型计算机和相关的支持系统建造金属框架。于1969年毕业于多伦多大学的尤金·波利斯蒂克加入了IBM并在1986年接手了多伦多的办公室。
随着大型计算机的衰落和微型计算机的兴起，波利斯蒂克的办公室被迫于1986年和1988年进行裁员。此后波利斯蒂克开始实行改革，生产线、电路板生产、存储产品和电源的多样性大幅提高，并可用于各种IBM产品。三亿美元的投资获得了成功，到了1993年，IBM的大部分部门都会购买一些它的产品。工厂也扩建了几次。

### 分拆
随着IBM逐渐从硬件公司转变为软件和服务公司，制造部门虽然在财务上获得了成功，其未来却仍然存在疑问。1992年，波利斯蒂克建议将整个部门从IBM中分离出来并改为一个独立的公司，服务对象从IBM转变为任何人。IBM的管理者慢慢地同意了他的想法，1994年1月，Celestica以IBM加拿大子公司的身份从部门变为相对独立的公司。
在天弘科技第一年的运营中，共40个新客户同意在它那里注册。非IBM客户最初只占到10％，但此时的增长率却已高达30％。此时计算机行业的主要参与者开始外包自己的生产系统，这对天弘科技的发展起到了帮助。然而，波利斯蒂克认为，真正实现他们潜力的唯一途径是让别人从IBM手中收购该公司。

### Onex的收购
1994年5月，波利斯蒂克就Onex的收购计划会见了该公司的安东尼·梅尔曼。然而，IBM却对收购方案并不感兴趣，因为此时的Celestica为其加拿大业务赢得了巨大的利润，排名位居前列。但是到了1996年，IBM开始寻找有意向的买家。经过筛选，5个买家参与到了收购案的竞争中。1996年10月，69％的公司职员表示愿意让Onex收购，Onex以7.5亿美元的价格成功收购了Celestica。
这也让天弘科技得以快速扩张。1997年，它收购了国际电脑有限公司（英語：International Computers Limited，富士通的一部分）的制造部门。本年的晚些时候，他们收购了惠普生产线的主要部分，也就是惠普在美国科罗拉多州科林斯堡设立的印刷电路板生产基地、美国新罕布什尔州的系统组装厂以及美国麻薩諸塞州米德爾塞克斯縣的系统组装厂。同年10月，他们收购了一所在加拿大、美国和英国进行电源制造的公司——Ascent Power Technology。
1997年底时，IBM的业务量降低到了总量的25%。
1998年7月，Onex Corporation將Celestica獨立上市，募資4.14億美金，是EMS（電子制造服務）行業最大的IPO；
1998年晚些時候，天弘科技收購亞洲International Manufacturing Services ；
2001年的網路泡沫破滅和電信崩潰導致世界範圍內的EMS公司凋零；
2004年1月29日，宣布Polistuk將退休。 4月份，Stephen Delaney臨時接管CEO職位。
2005年，緊隨其後的是第二輪裁員，同時出售了幾個部門。
到2008年，其他市場的運營都穩定下來。
2000年代末，Craig Mulhauser取代了Stephen Delaney任CEO，2015年7月，Robert Mionis取代了Craig。

### 脚注
1. ↑  .   [2008-10-07]. （原始内容存档于2009-06-16）.
2. ↑  Einstein
3. ↑  History
4. ↑  History
5. ↑  History
6. ↑  History
7. ↑  .   [2021-01-01]. （原始内容存档于2022-03-28）.

### 书目
- (History), "International Directory of Company Histories: Celestica, Inc." （页面存档备份，存于）, The Gale Group
- David Einstein, "Top Tech Execs: Eugene Polistuk" （页面存档备份，存于）, Forbes, 12 December 2000
- Robert McGarvey, "Outsourcers Rise Again", Upside, February 2000